# Mego
Pour l’article homonyme, voir Mego (label).
Mego était une entreprise américaine spécialisée dans la fabrication de figurines. 

## Histoire
Fondée en 1954, elle commence par produire des jouets à bas coût pour les supérettes. Elle reste sur ce créneau jusque dans les années 1970 où elle produit des figurines inspirée par des succès d'autres compagnies. Action Jackson est une démarque de G.I. Joe et Dinah-Mite suit les traces de la poupée Barbie. Les poupées sont plus petites que leurs modèles et de ce fait moins chères. Cela n'empêche pas Action Jackson d'être un échec. La production s'arrête en 1973 mais plutôt que de détruire les stocks d'invendus, l'entreprise décide d'utiliser les corps auxquels sont attachés de nouvelles têtes et des costumes de super-héros. Cette ligne de figurines, reprenant des super-héros de DC Comics et de Marvel Comics, nommée World's Greatest Superheroes, est un succès.